# Vincent Mojwok Nyiker
Vincent Mojwok Nyiker, né le 25 janvier 1933 à Tonga (aujourd'hui Soudan du Sud) et mort le 5 janvier 2018 à Khartoum (Soudan), est un prélat catholique sud-soudanais.
Ordonné prêtre le 21 juillet 1963, il est nommé évêque de Malakal le 15 mars 1979. Il prend sa retraite le 16 mai 2009.